# مکس گرودنچیک
مکس گرودنچیک (انگلیسی: Max Grodénchik؛ زادهٔ ۱۲ نوامبر ۱۹۵۲) یک هنرپیشه اهل ایالات متحده آمریکا است.
از فیلم‌ها یا برنامه‌های تلویزیونی که وی در آن نقش داشته است می‌توان به آپولو ۱۳ و راهبه بدلی اشاره کرد.